# Paul Gerhardt

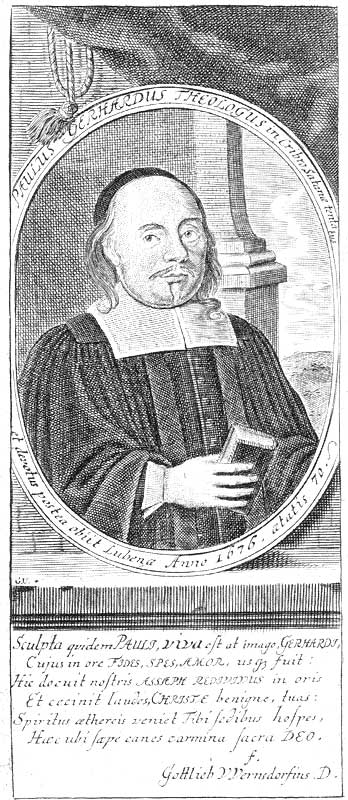
Paul Gerhardt, Kupferstich aus dem 17. Jahrhundert

Paul Gerhardt (* 12. Märzjul. / 22. März 1607greg. in Gräfenhainichen; † 27. Maijul. / 6. Juni 1676greg. in Lübben) war ein evangelisch-lutherischer Theologe und gilt als einer der bedeutendsten deutschsprachigen Kirchenlieddichter.

## Leben

### Gräfenhainichen
Paul, er selbst bevorzugte später die latinisierte Version Paulus, wurde als zweites von vier Kindern in eine Gastwirtsfamilie geboren. Er erhielt den Vornamen seines Großvaters väterlicherseits. Sein Vater, Christian Gerhardt, hatte am 12. Mai 1605 in der Nikolaikirche in Eilenburg Dorothea Starcke geheiratet, die Tochter des Eilenburger Superintendenten Caspar Starcke, die ihrem Mann nach Gräfenhainichen folgte. Dort wurde 1605 der Sohn Christian geboren; es folgten Paul (1607), Anna (1612) und Agnes (1619).
Sein Vater ernährte die Familie durch die Bewirtschaftung eigenen Gartenlands; er engagierte sich zudem im Rat der Stadt und wurde zu einem der drei Bürgermeister gewählt. Paul besuchte die Stadtschule, in der er Grundkenntnisse in der lateinischen Sprache und im Chorgesang erwarb. Wie viele andere Familien in Kursachsen hatten auch die Gerhardts unter den Folgen des Dreißigjährigen Krieges – Hungersnot, Seuchen und den Übergriffen der Soldaten – zu leiden. 1619 starb sein Vater, 1621 seine Mutter.

### Grimma

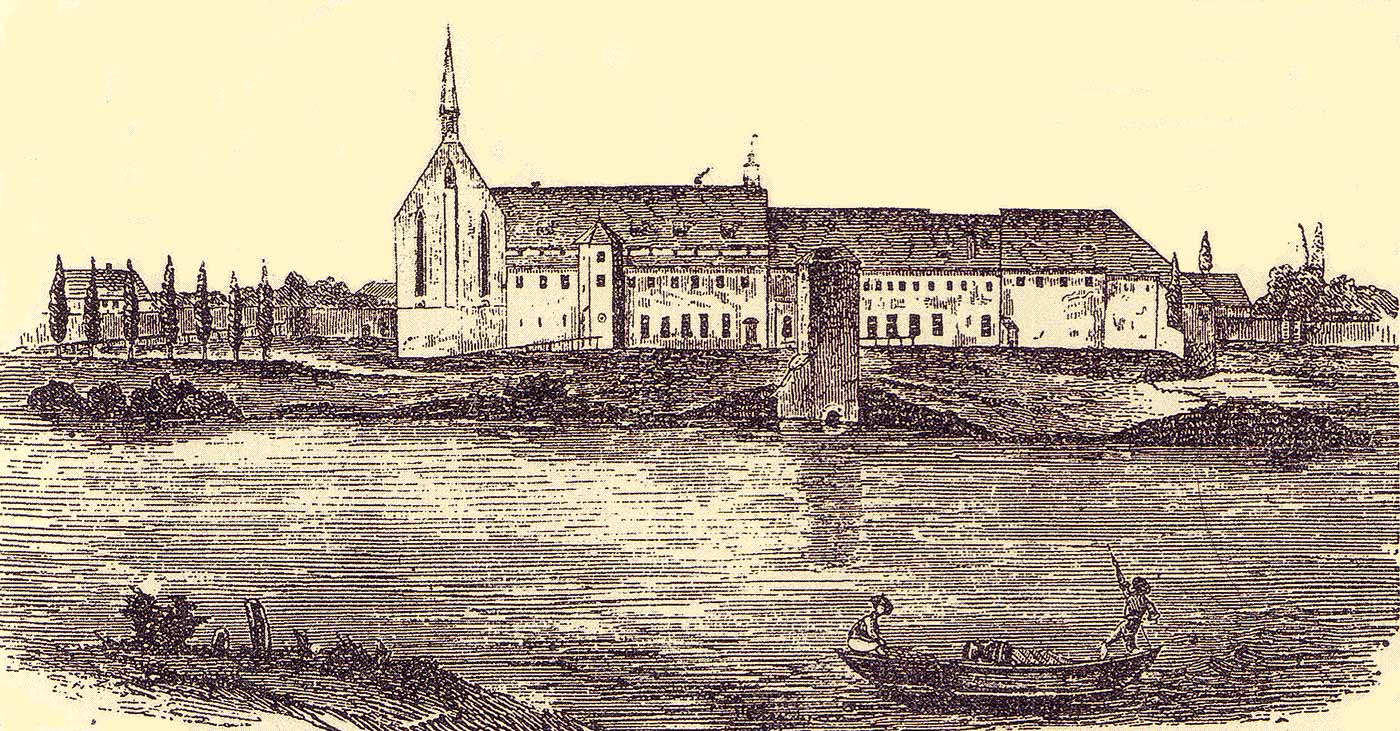
Fürstenschule St. Augustin, Stich aus dem 17. Jahrhundert

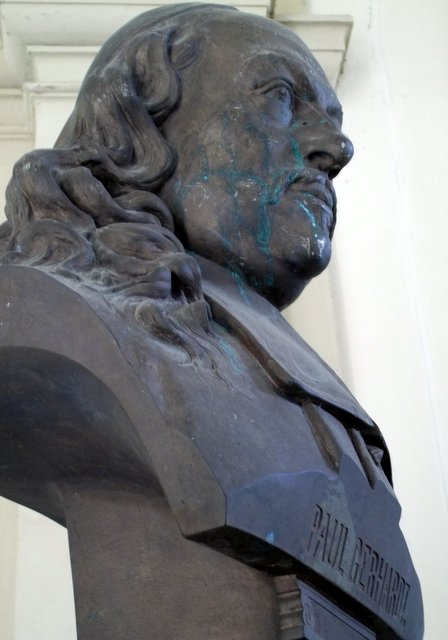
Ehren-Büste für den einstigen Schüler Paul Gerhardt im Gymnasium St. Augustin Grimma (Haupt-Eingang)

Paul Gerhardt besuchte ab dem 4. April 1622, wie schon sein Bruder, die Fürstenschule St. Augustin in Grimma, die als Schmiede des sächsischen Pfarrer- und Beamtennachwuchses galt. Leonhard Hutters Compendium war seit 1609 ein wesentliches Lehrbuch und sein Inhalt beeinflusste Gerhardts theologisches Verständnis. Daneben wurden auch die Artes liberales gelehrt: Rhetorik, Dialektik, Musik und Poetik. Paul absolvierte diese Schule erfolgreich, im Abschlusszeugnis wurden ihm Fleiß, Gehorsam und Talent bescheinigt. Drei Tage nach bestandener Prüfung verließ Gerhardt am 15. Dezember 1627 die Fürstenschule und zog nach Wittenberg zur Aufnahme eines Universitätsstudiums.

### Wittenberg

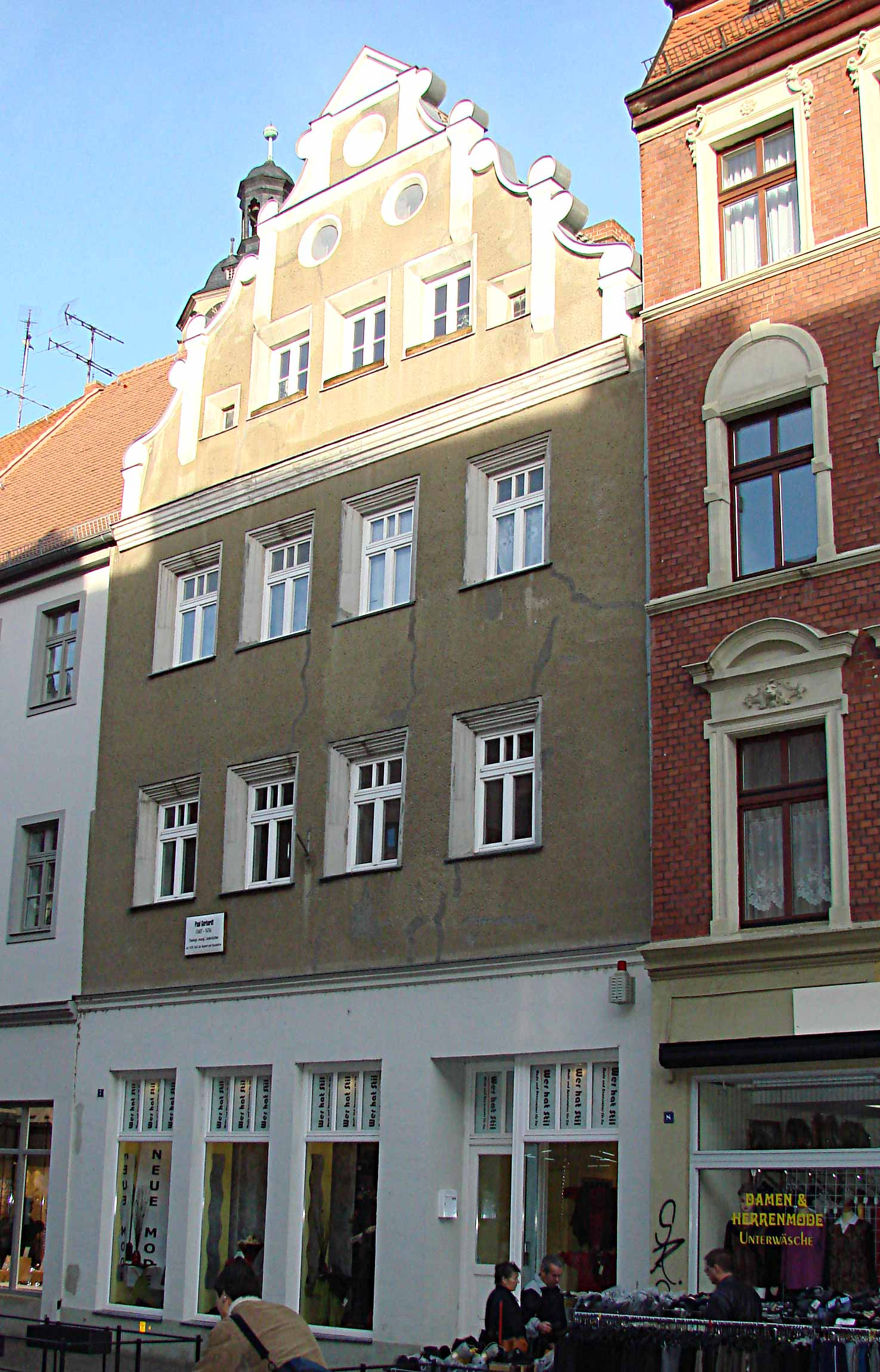
Paul Gerhardts Wohnhaus in Wittenberg, 2006

Gerhardt immatrikulierte sich am 2. Januar 1628 im Bereich Theologie und an der philosophischen Fakultät der Universität Wittenberg. Durch Elternhaus und Schule hatte er sich schon zuvor mit Luthers Lehre befasst. In Wittenberg fand er bedeutende Lehrer der lutherischen Orthodoxie, aber auch der Dichtkunst wie August Buchner. Beide Studienrichtungen und die Bekanntschaft mit weiteren Personen führten bei Gerhardt zur Ausprägung einer Einheit von Frömmigkeit und Dichtkunst, die später in seine Kirchenlieder einflossen.
Zur Finanzierung des Studiums nahm er beim Archidiakon der Wittenberger Stadtkirche August Fleischhauer eine Anstellung als Hauslehrer an und zog in dessen Haus ein. In Wittenberg hatten viele Menschen vor den Folgen des Dreißigjährigen Krieges Zuflucht gesucht, außerdem grassierte im Jahr 1636/1637 die Pest. Das Kirchenamt musste für die Pesttoten eigene Sterbebücher anlegen. Paul Gerhardts nahe gelegene Geburtsstadt wurde am 11. April 1637 von schwedischen Soldaten vollständig zerstört. Am 7. November 1637 starb Gerhardts Bruder Christian. Die Erfahrungen in Wittenberg wirkten auf Gerhardt prägend. Am 26. April 1642 verfasste er dort sein erstes Gelegenheitsgedicht anlässlich einer Feier für das bestandene Magisterexamen des Sohnes eines Hamburger Professors.

### Erste Berliner Zeit

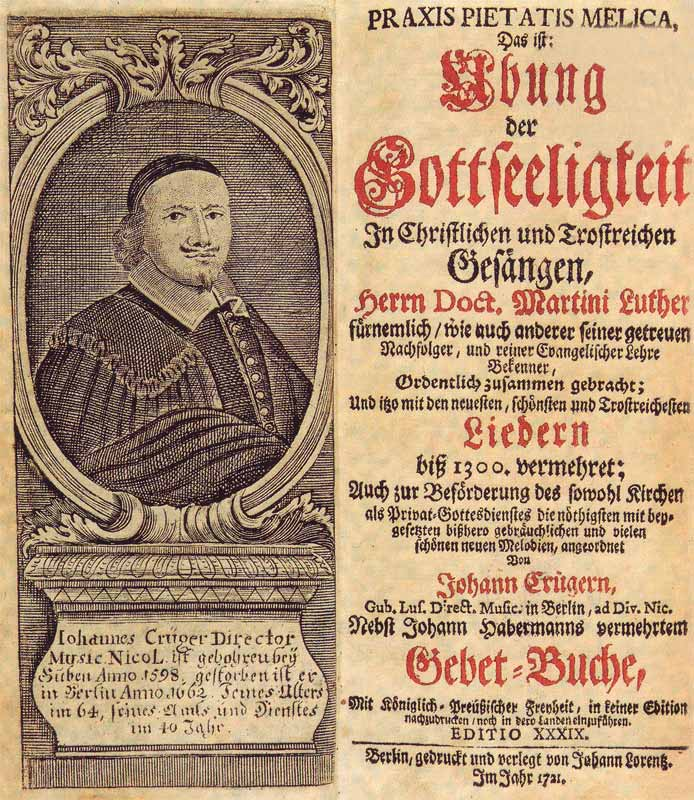
Das Berliner Gesangbuch Praxis Pietatis Melica von Johann Crüger, Titelblatt der 29. Auflage von 1721

Um 1643 beendete Gerhardt seine Studien und ging nach Berlin. Die dortige Bevölkerung war durch den Krieg sowie durch Pest, Pocken und die Bakterienruhr um mehr als die Hälfte reduziert (von 12.000 vor dem Krieg auf 5.000 bei Kriegsende). In Berlin fand Gerhardt bei der Familie des Kammergerichtsrats Andreas Berthold eine Anstellung als Hauslehrer. Anlässlich der Hochzeit einer Tochter seines Wirts verfasste Gerhardt ein weiteres Gedicht, eine Ode.
Die Kriegserlebnisse verarbeitete Gerhardt nun in weiteren Liedtexten, in die er auch theologische Themen einfließen ließ. Damit gab er den Zeitgenossen neuen Mut und neue Hoffnung. Seinen seelsorgerlich-geistlichen Beitrag leistete Gerhardt vor allem an der Berliner Nikolaikirche, wo er 1657 bis 1667 als Pfarrer tätig war. Dort wirkte seit 1622 Johann Crüger als Kantor, der 1640 erstmals das Gesangbuch Praxis Pietatis Melica – Das ist Übung der Gottseligkeit in christlichen und trostreichen Gesängen herausgegeben hatte. Zwischen ihm und Gerhardt entstand eine langjährige freundschaftliche Zusammenarbeit. Als Crüger 1647 sein Gesangbuch erneut auflegte, steuerte Gerhardt bereits 18 Lieder bei. Bis zur 5. Auflage 1653 erhöhte sich ihre Zahl auf 82. Auch mit dem Propst der Kirche, Petrus Vehr, war Gerhardt befreundet.

### Mittenwalde

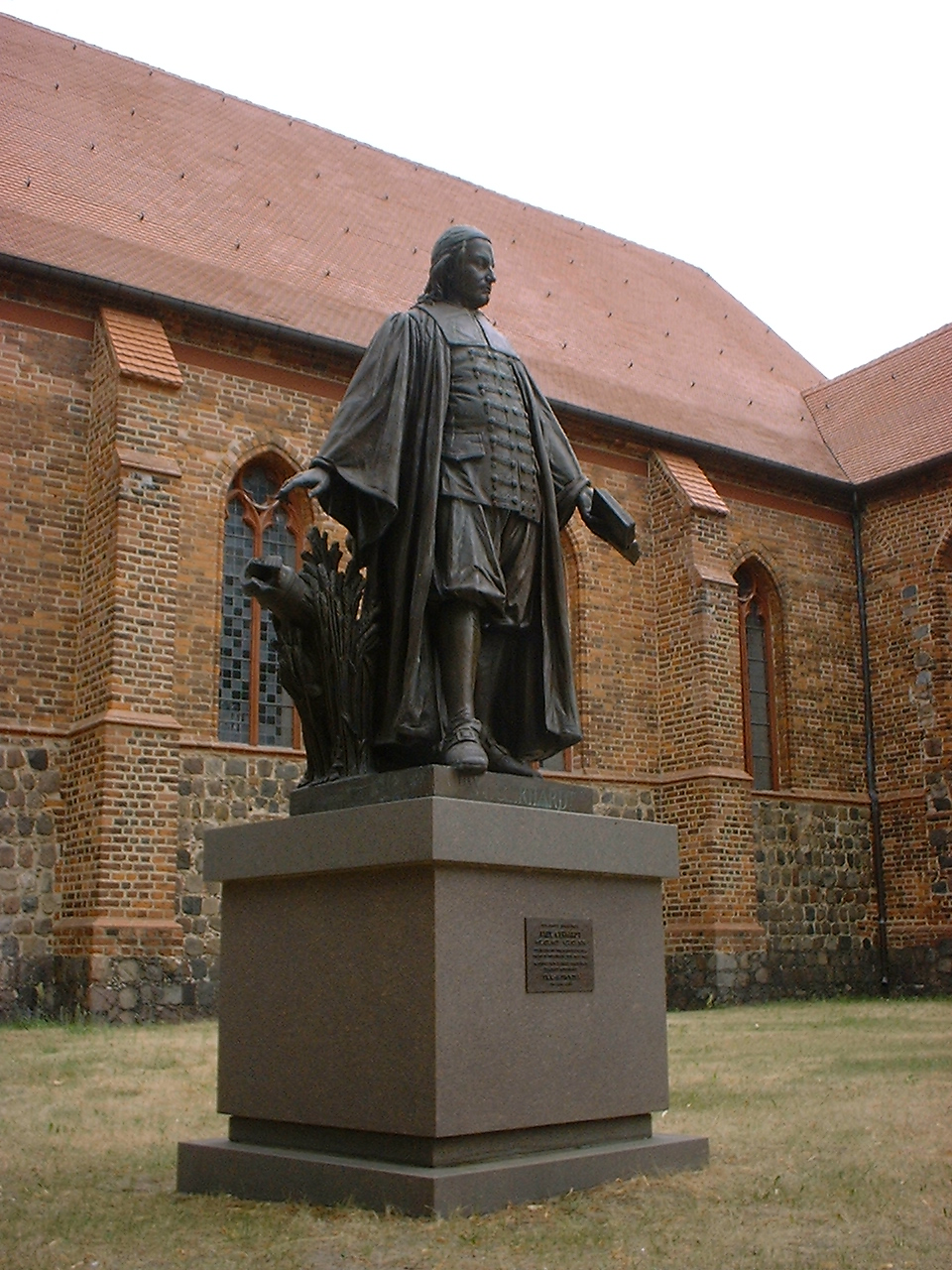
Paul-Gerhardt-Denkmal (1905/2001) vor der Kirche in Mittenwalde, 2006

Nach dem Tod des ersten Mittenwalder Pfarrers 1651 und einer langsamen Überwindung der Kriegsfolgen setzte sich der Rat der Stadt in der Frage der Neubesetzung der Pfarrstelle mit dem Berliner Konsistorium in Verbindung. Dieses empfahl Paul Gerhardt, der in der Berliner Gemeinde durch Fleiß und Gelehrsamkeit als lutherischer Theologe ein untadeliges Zeugnis erworben und sich beliebt gemacht hatte. Nach einer Probepredigt am 28. September 1651 und der theologischen Prüfung durch das Kirchenamt wurde er am 18. November 1651 in der Berliner Nikolaikirche auf die Konkordienformel verpflichtet und ordiniert.
Er konnte am 30. November sein Amt in der Mittenwalder St.-Moritz-Kirche antreten. Zu den üblichen Aufgaben eines Pfarrers, wie beim Gottesdienst die Predigt zu halten und das Abendmahl zu reichen, gehörten auch Amtshandlungen zu Taufen, Trauungen, Beichten und Begräbnissen. Das neue Propst-Amt beinhaltete auch die Funktion eines Inspektors der umliegenden elf Pfarreien (Königs Wusterhausen, Gräbendorf, Teupitz und Gussow).
Neben seiner pfarramtlichen Tätigkeit pflegte Gerhardt auch in Mittenwalde die Liedkunst. 1653 erschien die fünfte Auflage von Crügers Gesangbuch, in dem sich 64 neue Lieder von Gerhardt befanden. Während dieser Zeit verfasste er unter anderem das Passionslied O Haupt voll Blut und Wunden, das in der nachfolgenden Auflage von Crügers Gesangbuch (1656) erschien. Es ist die Übersetzung des lateinischen „Salve caput cruentatum“ von Arnulf von Löwen, das lange Zeit Bernhard von Clairvaux zugeschrieben wurde und Eingang in die Matthäus-Passion Johann Sebastian Bachs fand.
Am 11. Februar 1655 heiratete Paul Gerhardt Anna Maria (* 19. Mai 1622), die Tochter von Andreas Berthold. Das Paar wurde im Bertholdschen Haus in Berlin durch Propst Petrus Vehr getraut. Im Jahr darauf, am 19. Mai 1656, bekam das Paar eine Tochter, Maria Elisabeth, die bereits ein halbes Jahr später am 28. Januar 1657 starb. Sie wurde in Mittenwalde begraben, wo ihr an der St.-Moritz-Kirche ein Epitaph errichtet wurde. Von weiteren vier geborenen Kindern verstarben drei (Anna Catharina, Andreas Christian und Andreas) früh. Als einziger überlebte der Sohn Paul Friedrich seine Eltern.

### Zweite Berliner Zeit

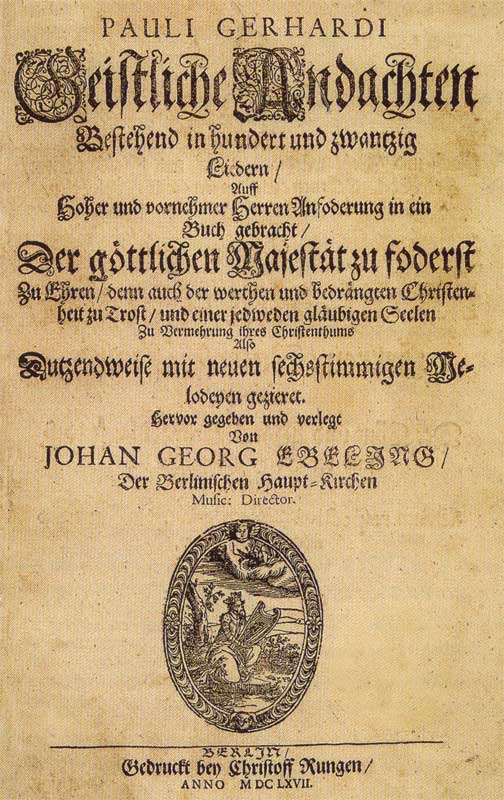
Titelblatt der Geistlichen Andachten, 1667

Im Mai 1657 wurde Gerhardt mitgeteilt, dass er zum zweiten Diakon an der Berliner Nikolaikirche gewählt worden war. Nachdem er am 4. Juni der Wahl zugestimmt hatte, nahm er am 22. Juli mit der Taufe eines Kindes seine erste Amtshandlung vor. Mit seiner Frau bewohnte er in dieser Zeit eine Wohnung in der Stralauer Straße 38.
Der brandenburgische Kurfürst Johann Sigismund war 1613 vom lutherischen zum reformierten calvinistischen Bekenntnis übergetreten und erhob dieses zur Hof- und Beamtenreligion. In der Confessio Sigismundi gestattete er indes seinen Landeskindern, diesen Übertritt nicht nachzuvollziehen, und begründete damit eine Ausnahme von der damals üblichen Praxis nach der Formel cuius regio eius religio. Dennoch kam es immer wieder zu konfessionellen Spannungen, in deren Folge der Kurfürst Friedrich Wilhelm 1662 seinen Untertanen verbot, an der Universität Wittenberg zu studieren. Gleichzeitig berief er das Berliner Religionsgespräch ein, an dem auch Gerhardt als lutherischer Vertreter teilnahm. Es wurde nach 17 Sitzungen im Juni 1663 ergebnislos abgebrochen.
Im Land des Kurfürsten regte sich der Unmut der lutherischen Theologen, deren Zentrum Berlin war. So war auch Gerhardt an den Auseinandersetzungen beteiligt und vertrat vehement den lutherischen Standpunkt, um dem Synkretismus keinen Vorschub zu leisten. Die starre Haltung der Lutheraner kam der Politik des Kurfürsten nicht gelegen. Er sah darin eine Gefährdung des Friedens und verordnete daher am 16. September 1664 ein Toleranzedikt. Die Verordnungen der reformierten Lehre waren für den lutherischen Standpunkt nicht vertretbar, bedeuteten sie doch die Anerkennung einer vermeintlich ketzerischen Religion und damit die Abkehr vom unverfälschten Glauben. Dennoch forderte der Kurfürst die Lutheraner auf, das Toleranzedikt mit ihrer Unterschrift anzuerkennen. Alle, die sich weigerten, wurden vom Kurfürsten entlassen.
Am 31. Januar 1666 sollte auch Gerhardt seine Unterschrift leisten. Wie viele andere verweigerte er sie und wurde daraufhin am 13. Februar als Pfarrer entlassen. Die Berliner Bürger und Gewerke waren mit der Amtsenthebung Gerhardts nicht einverstanden und forderten in mehreren Eingaben seine Wiedereinsetzung unter Befreiung von der Unterschriftsleistung. Der Berliner Magistrat wandte sich daher an den Kurfürsten, der dieses Ansinnen zunächst ablehnte. Da sich Gerhardt mit seinen geistlichen Liedern auch außerhalb Berlins Ansehen erworben hatte, intervenierten auch die märkischen Landstände gegen Gerhardts Entlassung. Der Kurfürst setzte Gerhardt am 12. Januar 1667 wieder in sein Amt ein. Der jedoch verzichtete aus Glaubens- und Gewissensgründen nun darauf. Konsequenterweise verfügte der Kurfürst am 4. Februar 1667 die endgültige Entlassung Gerhardts, der nun ohne Einkommen war.

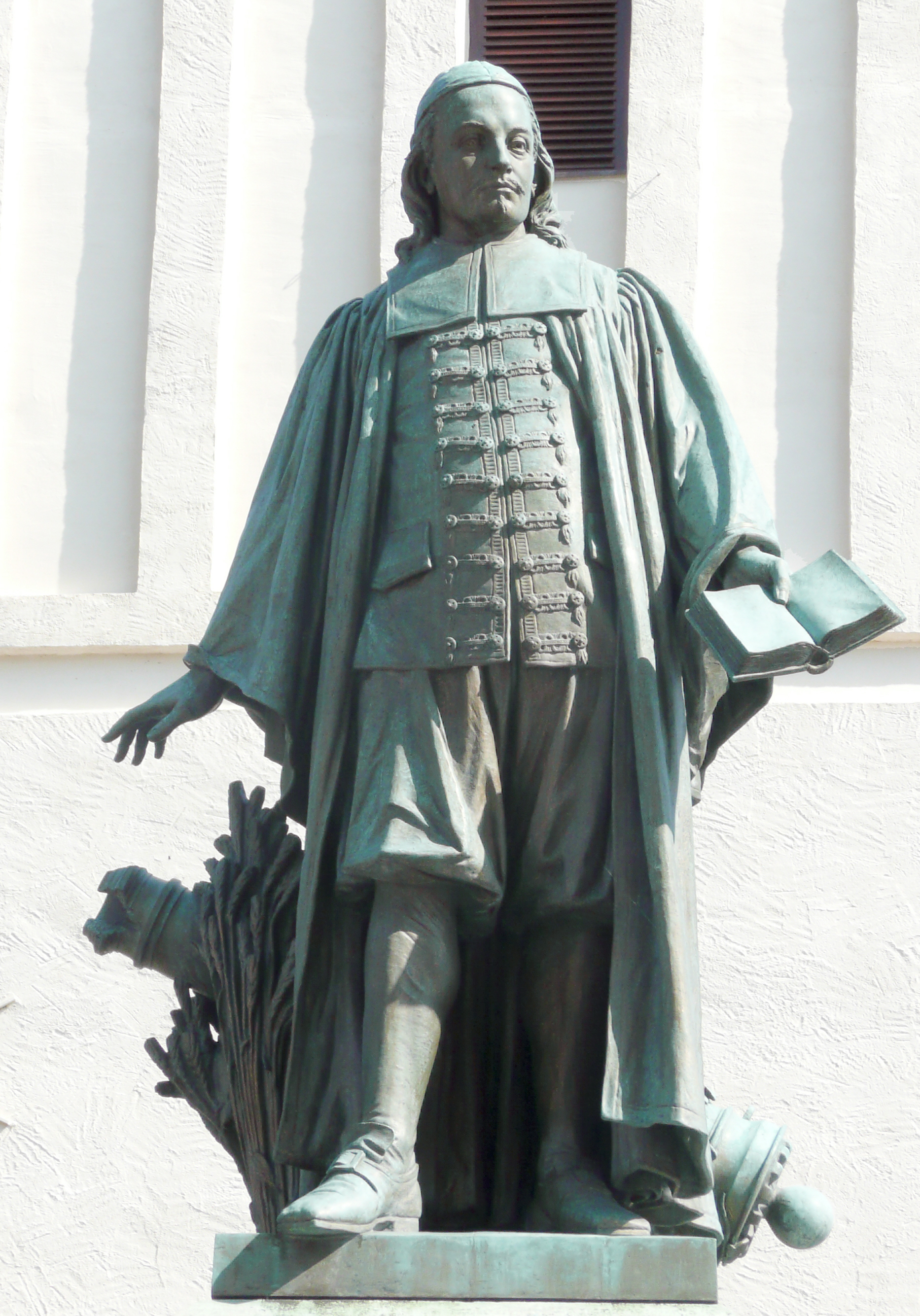
Denkmal vor der Paul-Gerhardt-Kirche in Lübben

Bereits 1666 hatte er begonnen, kleine Hefte anzulegen, die bis zum Jahr 1667 gedruckt wurden und jeweils 12 Arbeiten von Gerhardt enthielten. Diese wurden in den 1667 erschienenen Geistlichen Andachten als erste Gesamtausgabe seiner Liedertexte zusammengefasst. Herausgeber war Johann Georg Ebeling, der als neuer Kantor an der Nikolaikirche der Nachfolger Johann Crügers war. Die Ausgabe wurde in Berlin und Frankfurt (Oder) gedruckt. Sie enthält 10 Dutzend, also 120 Lieder von Gerhardt, darunter 26 Neuerscheinungen. In jene Zeit fiel auch der Tod seiner Frau Anna Maria, die am 5. März 1668 starb.

### Lübben

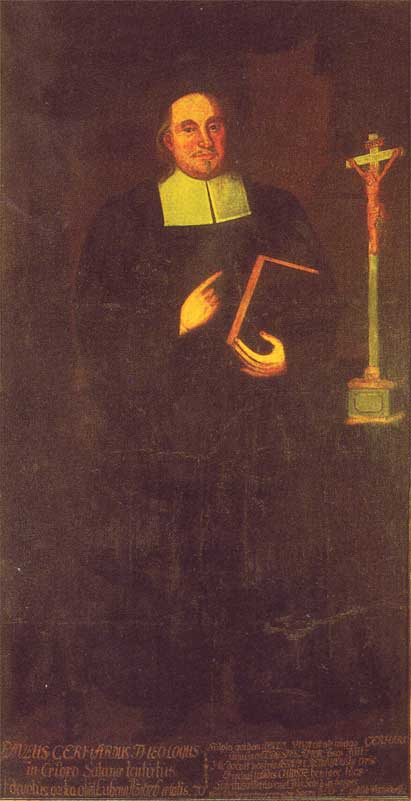
Paul Gerhardt, Öl auf Leinwand (um 1700). Lübben (Paul-Gerhardt-Kirche)

Am 5. September 1668 war der Pfarrer von Lübben (Spreewald), Konrad Cnisius, gestorben. Der Rat von Lübben, das damals nicht zu Brandenburg, sondern zu Kursachsen gehörte, suchte einen geeigneten Nachfolger und entschied sich nach einer Gastpredigt – am 14. Oktober 1668 – für Paul Gerhardt. Am 29. Oktober 1668 erhielt er durch den Bürgermeister und den Rat die Berufung in das Amt des Archidiakons an der damaligen Nikolaikirche. Wegen Krankheit seines Sohnes und eines notwendigen Ausbaus der Pfarrwohnung verzögerte sich der Amtsantritt bis zum 16. Juni 1669. In Lübben leistete Gerhardt die geistlich-seelsorgerliche und die organisatorische Arbeit zur Zufriedenheit der Kirchengemeinde. Er lebte bis zu seinem Tod im 70. Lebensjahr am 27. Mai 1676 in bescheidenen Verhältnissen. Er wurde am 7. Juni 1676 im Chorraum nahe dem Altar seiner letzten Wirkungsstätte beigesetzt, die seit 1930 seinen Namen trägt.
Ihm zu Ehren erhielt die Paul-Gerhardt-Kirche in Lübben ein Gedenkgemälde. Dieses wurde von einem unbekannten Maler um 1700 geschaffen und mit einem lateinischen Epigramm von Gottlieb Wernsdorf dem Älteren versehen. Seine Übersetzung lautet:
Wie lebend siehst Du hier Paul Gerhardts teures Bild,

Der ganz vom Glaube, Lieb und Hoffnung war erfüllt.

In Tönen voller Kraft, gleich Asaphs Harfenklängen

Erhob er Christi Lob Mit himmlischen Gesängen.

Sing seine Lieder oft, o Christ, in heil’ger Lust,

so dringet Gottes Geist durch sie in deine Brust.

## Wirken

### Gerhardt als Lyriker

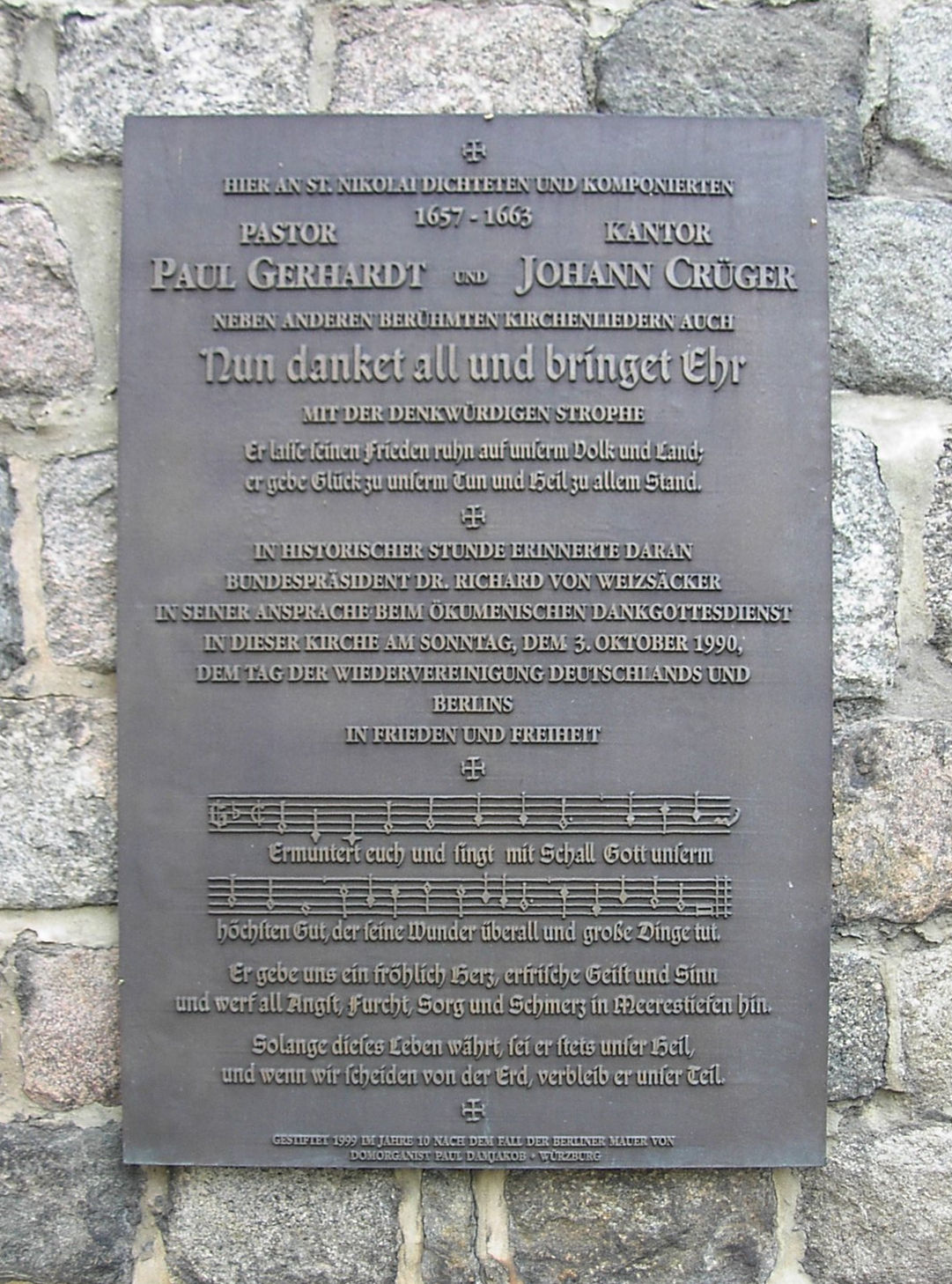
Paul-Gerhardt- und Johann-Crüger-Gedenkplatte an der Berliner Nikolaikirche mit einer Liedzeile: „Ermuntert euch und singt mit Schall …“

Die frühen Erfahrungen von Krieg, Krankheit und Tod prägten Gerhardt. Das spiegelt sich besonders in seinen Gedichten, die in ihrer Schlichtheit, Gefühlswärme und Singbarkeit zu Volksliedern geworden sind. Ob er Eigenes schuf oder aus den Psalmen der Bibel schöpfte, ob er die lateinischen Hymnen eines Arnulf von Löwen oder die Gebete Johann Arndts seinen Liedern zu Grunde legte, stets gelang es ihm, den bekannten Inhalt emotional zu bearbeiten.
Gerhardts Lyrik, die sich einer ebenso bildhaften wie anschaulichen Sprache bedient, behandelt die christliche Kirche, die Tages- und Jahreszeiten, das Ehe- und Familienleben. Mit dem Adventslied Wie soll ich dich empfangen beginnt er das Kirchenjahr, es folgen Weihnachtslieder wie Fröhlich soll mein Herze springen und Ich steh an deiner Krippen hier, denen das erschütternde Passionsgedicht O Haupt voll Blut und Wunden gegenübertritt. Das Oster- und Pfingsterlebnis verbindet sich mit der Freude an der erwachenden Natur, mit deren Tieren und Pflanzen sich Gerhardt vertraut fühlte. In Geh aus, mein Herz, und suche Freud zeigt er das sommerlich blühende Land; er schildert Regentage und Sonnenschein, Erdenleid und Erdenglück. Er singt das Lob der Hausfrau; er tritt aber auch zu den Eltern am Grabe ihres Kindes oder lässt das verstorbene Kind zu seinen Eltern sprechen.
Außerdem verfasste Gerhardt Trostgesänge wie Gib dich zufrieden und sei stille, Warum sollt ich mich denn grämen, Ich bin ein Gast auf Erden und Befiehl du deine Wege. Auch die Kriegsnot und die Sehnsucht nach Frieden spiegeln sich in Gerhardts Lyrik wider; am Ende des Dreißigjährigen Krieges dichtete er das Danklied Gott Lob, nun ist erschollen das edle Fried- und Freudenwort.
Die heute bekannten Werke Paul Gerhardts, 139 deutsche Liedtexte und Gedichte, sowie 15 lateinische Gedichte, wurden unter anderem von Johann Crüger, Johann Georg Ebeling und Johann Sebastian Bach vertont. Gerhardt selbst war ein bescheidener, behutsamer und anspruchsloser Dichter. Ruhm wollte er nicht, denn seine Verse waren für die Menschen, denen er in ihrer Erbauung, Hoffnung und Mut zu geben suchte.
Mit seinen Liedern will Gerhardt in den Menschen Vertrauen wecken in eine kirchliche und persönliche Frömmigkeit. Somit bilden seine Werke den Übergang von der kirchlichen Objektivität zur Subjektivität des persönlichen Gefühlslebens, vom Bekenntnisgesang zum Erbauungslied. Bei Martin Luther ruft die Gemeinde zu Gott, bei Gerhardt spricht der Einzelne. Gerhardts Lieder markieren den Anfang einer neuzeitlichen deutschen Lyrik und weisen den Weg zur barocken Lieddichtung, die später Johann Wolfgang von Goethe perfektionieren sollte.

### Bedeutung und Nachwirkung
Obwohl Paul Gerhardt einer geistigen und dichterischen Zeit angehört, die bereits vierhundert Jahre zurückliegt, lebt er heute noch unmittelbar im Bewusstsein seiner Werke fort. Seine Lieder sind tief religiösen Charakters und typischer Ausdruck jener religiös geprägten Periode. In Gerhardt zeigt sich die Verkörperung eines selbstständigen natürlichen Denkens und Empfindens, wenngleich er in den Überlieferungen der lutherischen Orthodoxie verwurzelt ist und an ihnen festhält.
Gerhardt wird auch das Verdienst zuerkannt, die Entwicklung vom Bekenntnislied zum Andachtslied und das zuversichtliche Preis- und Dankgebet gefördert zu haben. Seine Gedichte haben sich zu Volks- und Familienliedern christlichen Glaubens entwickelt.
Paul Gerhardts Lieder wurden schon bald nach ihrem Erscheinen auch in andere Gesangbücher übernommen. In der Zeit der Aufklärung schätzte man ihn hingegen wenig, seine Lieder wurden stattdessen häufig umgedichtet. Erst nach den Befreiungskriegen, zur Zeit von Romantik und Vormärz, hat das Schaffen Gerhardts neue Anerkennung gefunden, so etwa durch Ernst Moritz Arndts Schrift Vom Wort und von dem Kirchenliede.
Die Wiederentdeckung der Oratorien Bachs durch Felix Mendelssohn Bartholdy ließ die Choräle Gerhardts darin neu präsent werden. Viele seiner Choralstrophen (vor allem Befiehl du deine Wege) gehörten für Generationen zum Lernpensum des Konfirmandenunterrichts.
Gerhardts Dichtungen haben nicht nur die Zeiten überdauert, sondern sind grenzübergreifend zwischen konfessionellen und sprachlichen Schranken geworden. Sie wurden in die holländische, französische, englische, spanische, aber auch in afrikanische, asiatische und in andere Sprachen übersetzt und fanden Eingang in viele katholische oder reformierte Gesangbücher. Damit ist Gerhardt zum ökumenischen Dichter geworden. Gerhardt hat für fast jede Festgelegenheit gedichtet. Die ständige Auseinandersetzung mit seinen Texten macht ihn daher gegenwärtig.
Im derzeitigen Evangelischen Gesangbuch (EG) von 1993 sind 26 Lieder Gerhardts enthalten, in Regionalteilen weitere vier. 25 sind es im Evangelisch-reformierten Gesangbuch (RG) von 1998 (Schweiz). In den Stammteil des Katholischen Gebet- und Gesangbuchs Gotteslob Ausgabe 2013 wurden sieben Lieder aufgenommen (81, 101, 256, 289, 369, 403, 418); dazu kommen weitere in den Eigenteilen der Diözesen.

## Erinnerungskultur

### Gebäude, Denkmäler, Gedenktafeln

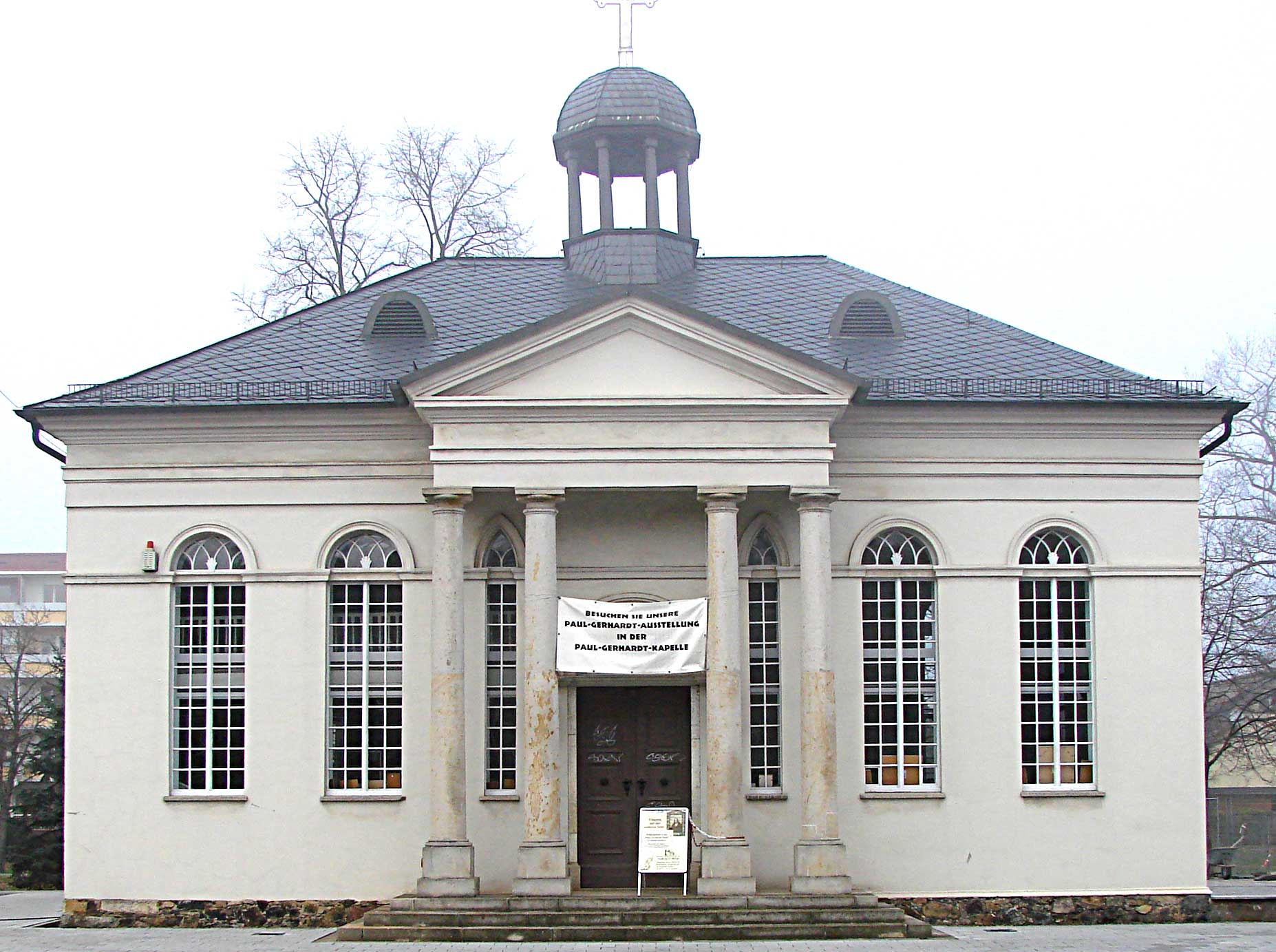
Paul-Gerhardt-Kapelle in Gräfenhainichen

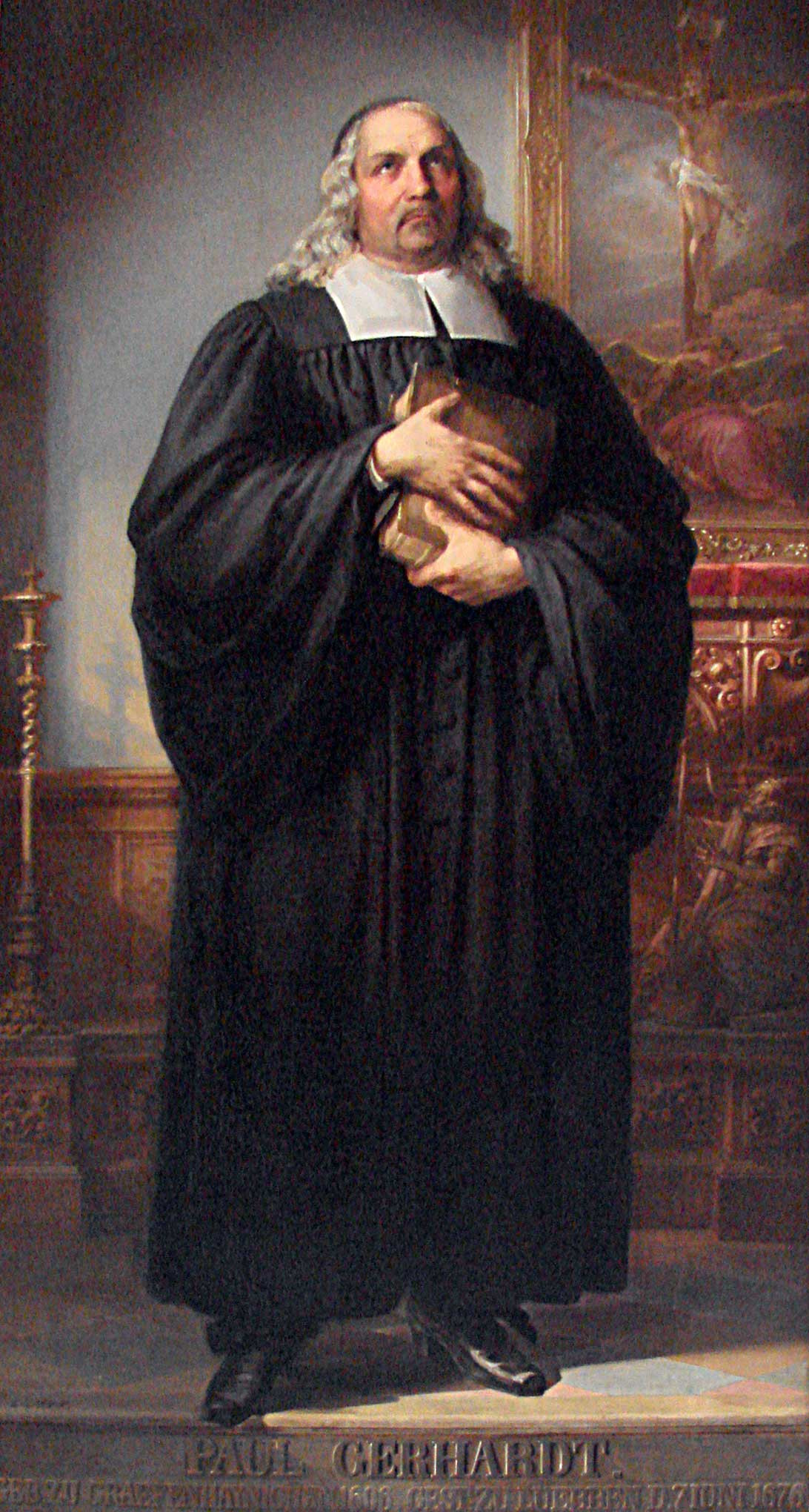
Paul Gerhardt. Das Gemälde war ein Geschenk von Friedrich Wilhelm IV. zur Einweihung der Paul-Gerhardt-Kapelle, 1844. Paul-Gerhardt-Haus, Gräfenhainichen

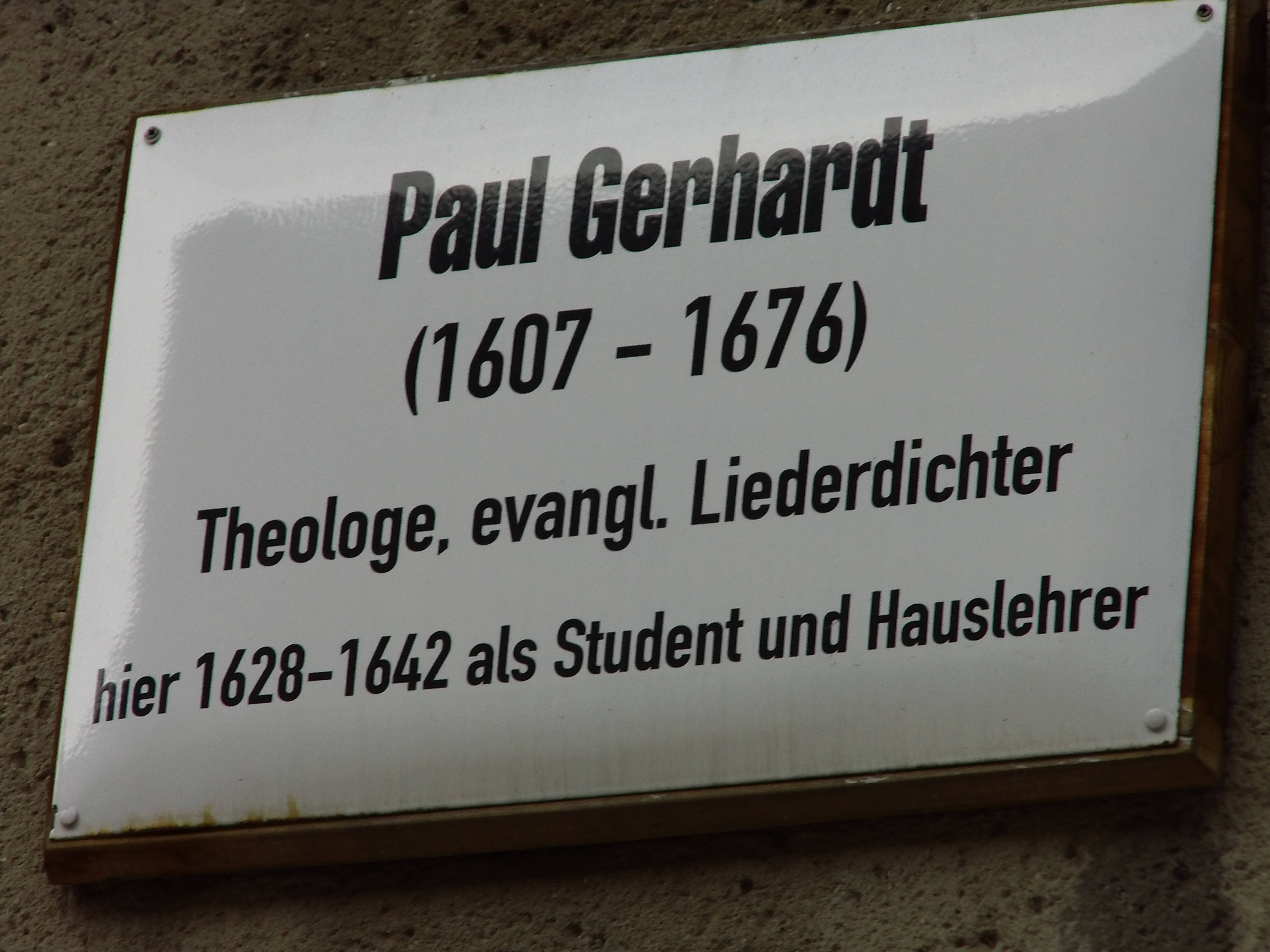
Gedenktafel für Paul Gerhardt in Wittenberg

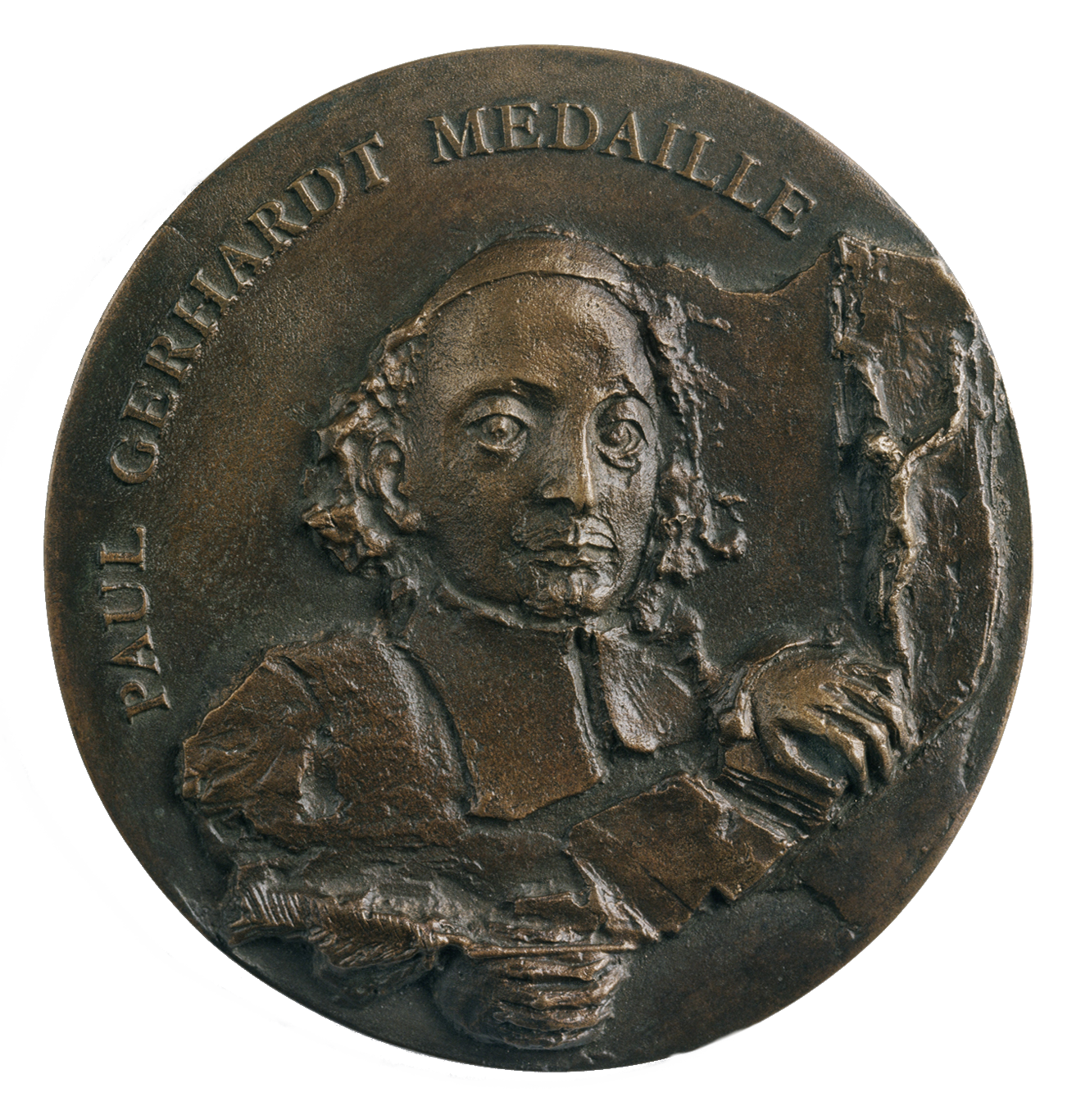
Paul-Gerhardt-Medaille von Anna Franziska Schwarzbach

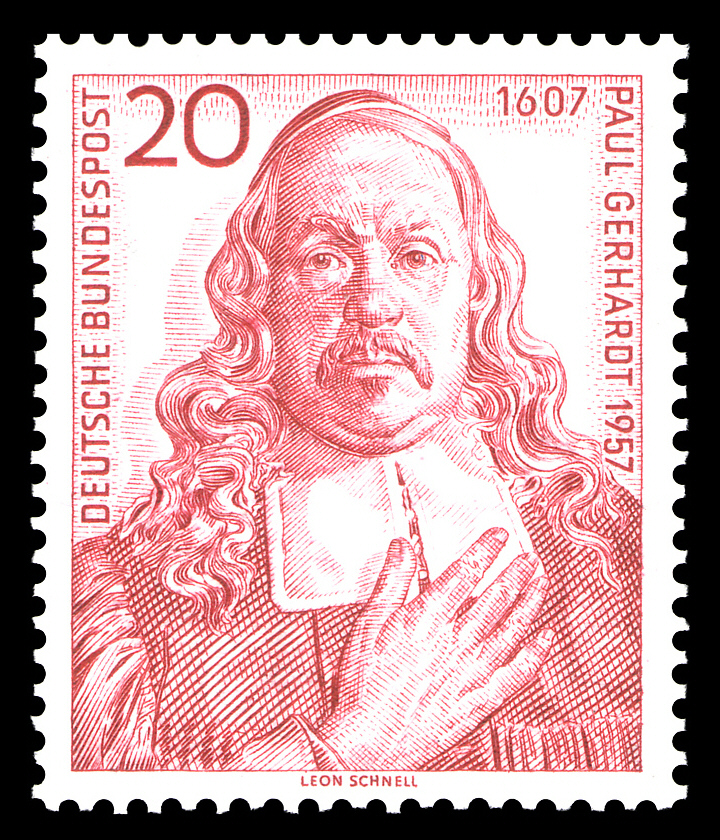
Briefmarke (1957) zum 350. Geburtstag

200 Jahre nach seinem Tod wurde 1876 an seiner letzten Ruhestätte in Lübben eine Gedenktafel angebracht, die 1976 erneuert wurde; 1907 wurde vor der Kirche ein Denkmal errichtet. Im Jahre 1930 gestaltete man das Eingangsportal zum Turm der Kirche neu und versah es mit Gerhardts Liedzeile „Alles Ding währt seine Zeit, Gottes Lieb in Ewigkeit“.
Die Geburtsstadt Gräfenhainichen errichtete 1830 zum Gedächtnis eine Paul-Gerhardt-Kapelle sowie 1907 ein Paul-Gerhardt-Haus, wo sich auch das 1911 geschaffene Denkmal von Friedrich Pfannschmidt befindet. Die Lutherstadt Wittenberg bewahrt sein Andenken im Paul-Gerhardt-Stift, in der Paul-Gerhardt-Straße und den beiden Gedenktafeln am Wohnhaus von Paul Gerhardt; die Gedenktafel aus Sandstein von 1924 an der Rückseite des Hauses ist jedoch stark verwittert.
In der Mittenwalderer St.-Moritz-Kirche hat man 1950 buntbleiverglaste Chorfenster von Gerhard Olbricht eingefügt, die Paul Gerhardt als Prediger und Dichter zeigen. Nach einem Festgottesdienst am 14. Juli 2001 wurde an der Südseite der Stadtpfarrkirche ein Denkmal enthüllt, das nach der Vorlage des Gipsmodells von Pfannschmidt aus dem Jahre 1905 gefertigt ist. Dieses befindet sich im Diakonissenmutterhaus im Paul-Gerhardt-Stift Berlin. Ebenfalls in Berlin, an seiner Hauptwirkungsstätte, der Berliner Nikolaikirche, befindet sich seit 1957 eine Gedenktafel; eine weitere, die im Jahre 1999 angebracht wurde, würdigt neben Gerhardt auch Johann Crüger.

### Paul-Gerhardt-Jahre
Im Jahr 1957, zum 350. Geburtstag Paul Gerhardts, brachte die Deutsche Bundespost eine Gedenkbriefmarke mit dessen Porträt heraus.
Im Jahr 1976, zum 300. Todestag, brachte die Deutsche Bundespost eine Gedenkbriefmarke mit den Anfangsnoten und -worten seines Liedes Befiehl du deine Wege heraus.
Im Jahr 2007 brachte die Deutsche Post AG zum 400. Geburtstag eine weitere Gedenkbriefmarke mit Gerhardts Porträt heraus. Musiker wie Dieter Falk (A Tribute to Paul Gerhardt, instrumental) und Sarah Kaiser (Gast auf Erden – Paul Gerhardt neu entdeckt) veröffentlichten verjazzte Variationen zu Paul Gerhardts Liedern.

### Paul Gerhardt als Namensgeber
Nicht nur in den Hauptwirkungsstätten finden sich die Spuren Gerhardts. Da er als Dichter grenzüberschreitend wirkte, findet sich sein Name in vielen deutschen Städten und Gemeinden an Schulen, Kindergärten, Häusern, Straßen, Kirchen und Gemeinden. Darüber hinaus gibt es Vereine und Einrichtungen, die sich dem Andenken an Paul Gerhardt aktiv widmen.
- Paul-Gerhardt-Freundeskreis in Gräfenhainichen
- Paul-Gerhardt-Gesellschaft in Berlin
- Paul-Gerhardt-Verein in Lübben; der Verein bereitete den 400. Geburtstag Paul Gerhardts am 12. März 2007 vor
- Paul-Gerhardt-Preis der Vereinigten Evangelisch-Lutherischen Kirche Deutschlands (VELKD) zum 400. Geburtstag des Dichters im Jahr 2007
- Paul-Gerhardt-Preis, jährlich verliehen vom Augustiner-Verein in Grimma (Förderverein für das Gymnasium St. Augustin)
- Paul-Gerhardt-Kirchen
- Paul-Gerhardt-Schulen
- Paul-Gerhardt-Stift im Berliner Bezirk Mitte, Ortsteil Berlin-Wedding
- Paul-Gerhardt-Stift in Wittenberg
- Paul-Gerhardt-Kammerchor des Augustiner-Vereins e. V. an Paul Gerhardts einstiger Schule, der Landes- und Fürstenschule Grimma
- Paul-Gerhardt-Chor, Oratorienchor in München
- (14372) Paulgerhardt, Asteroid
- Paul-Gerhardt-Medaille der Evangelische Kirche Berlin-Brandenburg-schlesische Oberlausitz

### Paul-Gerhardt-Wanderweg
Seit Mai 2019 gibt es zwischen Berlin, Mittenwalde und Lübben im Spreewald den Paul-Gerhardt-Wanderweg – er führt über 140 Kilometer zu Gerhardts einstigen Wirkungsstätten und vermittelt auf neun Etappen Informationen über dessen Leben und Schaffen.

### Gedenktag
- Evangelische Kirche in Deutschland: 27. Mai im Evangelischen Namenkalender[6]
- Evangelical Lutheran Church in America: 26. Oktober (zusammen mit Philipp Nicolai und Johann Heermann)[7]
- Lutherische Kirche – Missouri-Synode: 26. Oktober[8]

## Werke (Auswahl)

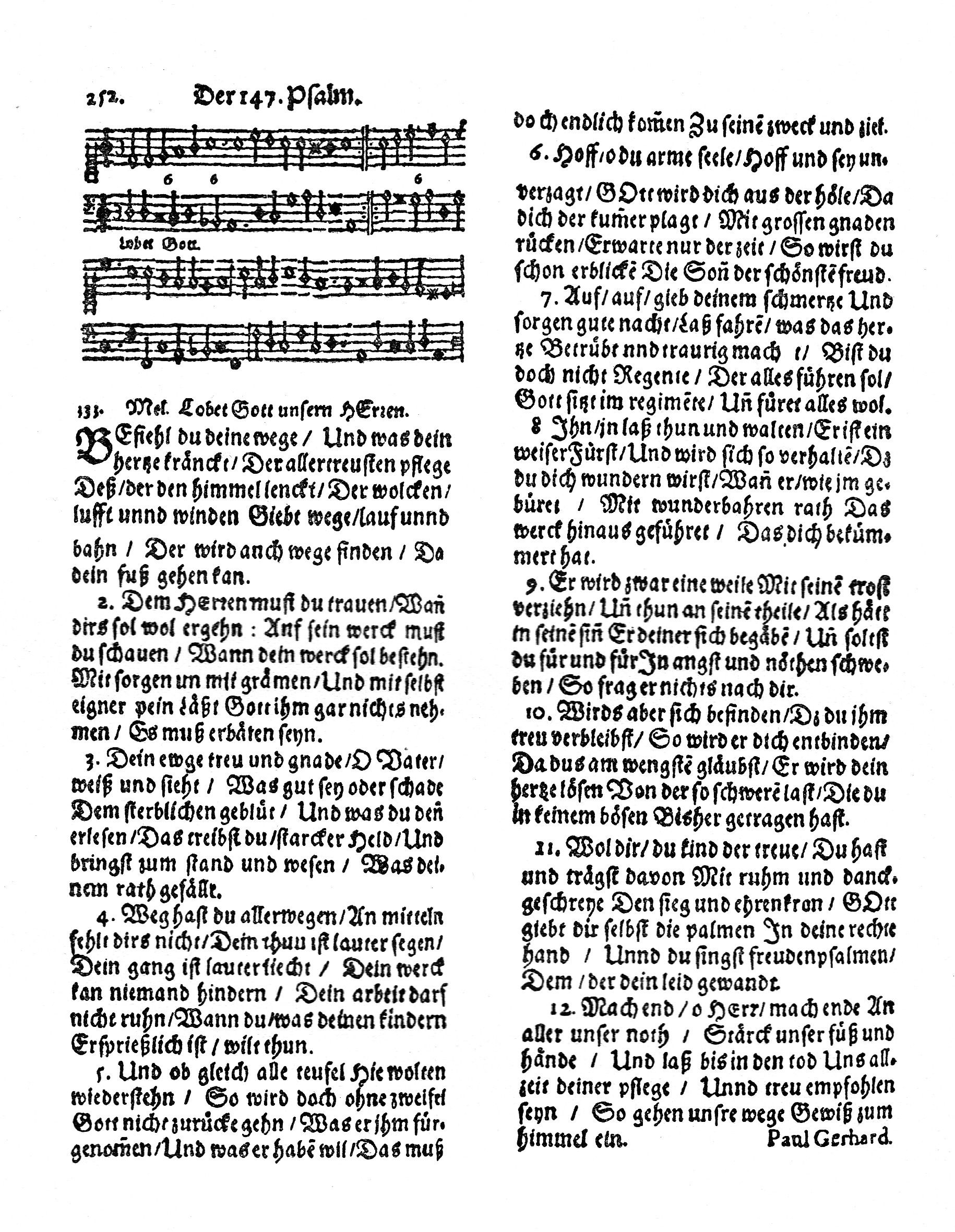
Früher Druck von Paul Gerhardts Lied Befiehl du deine Wege (1676)

- Auf, auf, mein Herz, mit Freuden nimm wahr, was heut geschicht, Osterlied (EG 112, F&L 256, MG 305)
- Befiehl du deine Wege (EG 361, RG 680, GL 418, NG 146, F&L 428, MG 343), basiert auf Psalm 37 „Befiehl dem Herrn deine Wege und hoffe auf ihn, er wird’s wohl machen“. Jeder Vers beginnt mit einem dieser Worte (Akrostichon). Von Johann Sebastian Bach in der Matthäus-Passion verwendet.
- Die güldne Sonne voll Freud und Wonne (EG 449, RG 571, F&L 457, MG 200)
- Du bist ein Mensch, du weißt das wohl (RG 677)
- Du meine Seele, singe (EG 302, RG 98, NG 257, F&L 48, MG 85)
- Ein Lämmlein geht und trägt die Schuld, Passionslied (EG 83)
- Fröhlich soll mein Herze springen, Weihnachtslied (EG 36, RG 400, AK 349, F&L 206, MG 255), von Johann Sebastian Bach in Teil III des Weihnachtsoratoriums verarbeitet
- Geh aus, mein Herz, und suche Freud, Sommerlied (EG 503, RG 537, AK 658, F&L 493, MG 455)
- Gib dich zufrieden und sei stille (EG 371, RG 683, NG 149)
- Herr, der du vormals hast dein Land (EG 283)
- Ich bin ein Gast auf Erden (EG 529, RG 753)
- Ich hab in Gottes Herz und Sinn, Grundlage für Bachs Choralkantate BWV 92
- Ich singe dir mit Herz und Mund (EG 324, RG 723, NG 258, F&L 52, MG 45)
- Ich steh an deiner Krippen hier (EG 37, RG 402, GL 256, NG 17, AK 329, F&L 208, MG 251), von Johann Sebastian Bach vertont.
- Ich weiß, mein Gott, daß all mein Tun (EG 497)
- Ist Gott für mich, so trete (EG 351, RG 656, NG 150, F&L 316, MG 437), 1855 ins Englische übersetzt von Catherine Winkworth: If God be on my side
- Kommt und lasst uns Christum ehren (EG 39, RG 403, NG 19, AK 331, F&L 210, MG 261)
- Lobet den Herren alle, die ihn ehren (EG 447, RG 570, GL 81, NG 151, AK 687, F&L 460, MG 16)
- Nun danket all und bringet Ehr (EG 322, RG 235, GL 403, AK 581, F&L 53, MG 52)
- Nun freut euch hier und überall, Osterlied (RG 476, GL/Eigenteil Bistum Mainz 814, AK 420)
- Nun lasst uns gehn und treten, Lied zur Jahreswende (EG 58, RG 548, NG 29, AK 709, F&L 230, MG 273)
- Nun ruhen alle Wälder, Abendlied (EG 477, RG 594, GL 101, NG 323, F&L 474, MG 229). Der Hymnologe Günter Balders wies nach, dass dieses Abendlied persönliche Grüße an eine Berliner Familie enthält. In der Schlussstrophe finden sich die Monogramme der Familienmitglieder und das Signet des Studenten der Heiligen Schrift Paul Gerhardt.[9]
- O Haupt voll Blut und Wunden, Übersetzung des lateinischen „Salve caput cruentatum“ von Arnulf von Löwen (traditionell Bernhard von Clairvaux zugeschrieben), von Johann Sebastian Bach in der Matthäus-Passion verwendet (EG 85, RG 445, GL 289, NG 43, AK 372, F&L 241, MG 291)
- O Herz des Königs aller Welt (AK 471, GL 369)
- O Jesu Christ, mein schönstes Licht (RG 654)
- O Welt, sieh hier dein Leben, Passionslied (EG 84, RG 441, F&L 246)
- Sollt ich meinem Gott nicht singen? (EG 325, RG 724 und 725, NG 259, F&L 54, MG 18 und 19)[10] (Verkündigungssendung vom 3. August 2019)
- Wach auf, mein Herz, und singe (EG 446, RG 568, F&L 461, MG 209 und 210)
- Warum sollt ich mich denn grämen?  (EG 370, RG 678, NG 152, F&L 387, MG 381)
- Wer wohlauf ist und gesund (EG-Württemberg 674, MG 62)
- Wie soll ich dich empfangen, Adventslied, von Johann Sebastian Bach im Weihnachtsoratorium aufgenommen. (EG 11, RG 367, NG 3, AK 307, F&L 182, MG 236 und 237)
- Wir singen dir, Immanuel (EG-Baden-Elsass-Lothringen 549)
- Zeuch ein zu deinen Toren, Pfingstlied (EG 133, RG 508, F&L 280, MG 318)

(EG: Evangelisches Gesangbuch; RG: Evangelisch-reformiertes Gesangbuch der deutschsprachigen Schweiz; F&L: Freikirchliches Gesangbuch Feiern & Loben; GL: Katholisches Gebet- und Gesangbuch Gotteslob; NG: Neuapostolisches Gesangbuch; AK: Alt-Katholisches Gesangbuch Eingestimmt; MG: Mennonitisches Gesangbuch)